# ジャブリャク (モンテネグロ)
ジャブリャク（モンテネグロ語:Жабљак、Žabljak、発音: [ʒâbʎaːk]、トルコ語:Yabliak）とは、モンテネグロに位置する都市。街はドゥルミトル山塊の中にあり、街の中心部の標高は1,456mある。そのため、ジャブリャクはバルカン半島で一番高い位置にある都市である。

## 歴史
かつてスラヴ人はこの地をヴァレジナ・ヴォダ（Varezina voda / Варезина вода）と呼んでおり、これはこの地に飲み水が豊富であったためと考えられる。その後、隊商の休憩地（ハン）に近かったためにハノヴィ（Hanovi）またはアノヴィ（Anovi）と呼ばれるようになった。現在の名称は、学校や教会が設置された1870年に制定されたが、それらの建造物の大半はバルカン戦争で灰燼に帰した。1862年に建造された救世主顕栄聖堂が現存しており、モンテネグロ公国がオスマン帝国に勝利したときの記念碑となっている。その後、ジャブリャクは町として成立し、商店や喫茶店も開業した。そして、1880年代半ばに行政の中心地となった。
第二次世界大戦直前のジャブリャクは、典型的な山岳地の建築の様相を残した街であった。また、その豊かな自然からユーゴスラビア王国各地やイタリアから観光客が訪れるようになった。しかし、第二次世界大戦で街は焼き払われ破壊された。終戦後は、モンテネグロにおけるウィンタースポーツの中心地として再建された。

## 人口

### 中心部の人口
- 1981年3月3日 - 1,379人
- 1991年3月3日 - 1,853人
- 2003年11月1日 - 1,937人

### 民族別の人口構成
1991年:
- モンテネグロ人：91.07%
- セルビア人：7.33%

2003年:
- セルビア人：50.26%
- モンテネグロ人：43.03%

## 旅行
ジャブリャクはドゥルミトルへの登山口として人気があり、ドゥルミトルは国定公園となっている。そして、年間120日に及んでスキーができ、タラ川でのラフティングや登山、ハイキングなども楽しめる。また、山麓には18の氷河湖があり、その中で最大のものはツルノ湖であり、最近ではスノーボードも盛んになっている。

## 交通
登山客に人気の地域ではあるものの、道路網は貧弱であり、改良が進められている。道路としては欧州自動車道路E65号線がモイコヴァツへ向けて結んでいる他、シャヴニク、ニクシッチ、コトル、ポドゴリツァとも結ばれている。アドリア海岸方面との連絡は2010年の道路改良に伴い、2時間で行けるようになった。
市内にはジャブリャク空港が存在するものの、利便性はポドゴリツァ空港の方が高い。また、ニクシッチおよびポドゴリツァ行きのバスも出ている。